# Ghiacciaio Blagun
Il ghiacciaio Blagun (in inglese  Blagun Glacier) è un ghiacciaio lungo 13 km e largo 2,3, situato sulla costa di Loubet, nella parte occidentale della Terra di Graham, in Antartide. In particolare, il ghiacciaio si trova sulla penisola Pernik, a sud-ovest del ghiacciaio Dolie e a nord-est del ghiacciaio Peyna, e da qui fluisce verso nord-ovest, fra la dorsale di Lane e la dorsale di Hodge, fino ad unire il proprio flusso a quello del ghiacciaio Wilkinson.

## Storia
Il ghiacciaio Blagun è stato così battezzato dalla Commissione bulgara per i toponimi antartici in onore del villaggio di Blagun, nella Bulgaria meridionale. 